# علي حداد
علي حداد (27 يناير 1965

)هو مدير أعمال جزائري ورئيس منتدى رؤساء المؤسسات الذي يعتبر أكبر تجمع اقتصادي لرجال الأعمال الجزائريين، ينحدر من منطقة أزفون بمنطقة القبائل وينشط خصوصا في البناء والخدمات ويملك مجموعة حداد ونادي اتحاد العاصمة الرياضي وقناة الدزاير تي في والدزاير نيوز وجريدة لوسوار دالجيري الناطقة بالفرنسية. أنتخب رئيسًا للمنتدى ابتداءً من سنة 2015. صنفته مجلة فوربس الأمريكية ضمن الشخصيات الخمس الأغنى في الجزائر مع يسعد ربراب وعبد المجيد كرار.

## النشأة والتعليم
ولد علي حداد في 27 يناير/كانون الثاني 1965 في مدينة أزفون بولاية تيزي وزو (شرقي العاصمة الجزائرية)، وهو الأصغر ضمن 6 إخوة وأختين.
في عام 1983، تابع علي حداد تكوين تقني سامي في الهندسة المدنية في جامعة واد عيسي (جامعة تيزي وزو). وموازاة مع دراسته، إنطلق مع إخوانه في الأعمال بشراء فندق صغير «لو مارين» بمسقط رأسه أزفون. في نهاية دراسته في أغسطس 1988، أطلق شركة له في مجال الأشغال العمومية (ETRHB) برأس مال قدره مليون دينار، أو 10000 يورو.

## تطوير مجموعة حداد
في عام 1993، حصلت شركته على أول مشروع في قطاع الأشغال العمومية لتعبيد جزء من الطريق الوطني في منطقة تيزي وزو مقابل 93 مليون دينار، أو 930 ألف يورو.
ثم انشا صحيفة «وقت الجزائر» باللغتين العربية والفرنسية، وقناتين تلفزيونيتين «دزاير تي في» و«دزاير نيوز». وفي الرياضة، اشترى أحد أكبر أندية كرة القدم في الجزائر، وهو نادي اتحاد العاصمة. وهو مسوق شركة تويوتا الجزائر.
في عام 1998، انضم إلى الشركة الوطنية للأشغال البحرية (سوناطرام) لبدء ترميم ميناء أزفون، ثم أصبحت الشركة مجموعة تجمع بين العديد من أعمال البناء.
في عام 2002، أصبحت الشركة أكبر شركة أشغال عمومية خاصة في الجزائر. شاركت المجموعة في مشروع الصرف الصحي في مدينة عزازقة، واستثمرت في بناء مصنعين للأنابيب الخرسانية سابقة الإجهاد، وبنت مقطعًا بطول 73 كم من الطريق السيار شرق-غرب، و 65 كم من الطريق الدائري الجنوبي في الجزائر العاصمة. شاركت المجموعة في المشاريع الكبرى لتطوير قنوات المء الشروب في الجزائر وفي العديد من أشغال السكك الحديدية. بدأت المجموعة في إنشاء مصنع أسمنت بطاقة مليون طن في السنة، بالإضافة إلى مصفاة الأسفلت.
في عامي 2010 و 2011، بالشراكة مع المقاولة الإسبانية أف سي سي (FCC) [الإنجليزية]، فازت المجموعة بعقود خط السكة الحديد الجديد بين تلمسان والعقيد عباس في الجزائر (66 كم و 34 جسرًا و 9 أنفاق) وخط أحادي الاتجاه غيليزان-تيارت-تيسيمسيلت (185 كم).
في عام 2014، أصبح رئيس منتدى رؤساء المؤسسات الجزائري.
في 2017, نشرت جريدة لوموند الفرنسية تقرير يؤكد ورود اسمه في تسريبات باناما، وانه لجأ إلى خدمات مكتب المحاماة موساك فونسيكا لإنشاء شركة «وهمية» عام 2004، باسم «كنغستون غروب كوربورايشن».

## المتابعات القضائية
في 31 مارس 2019، قُبض على علي حداد حوالي الساعة 3 صباحًا عند معبر أم الطبول الحدودي، عندما بدا أنه يحاول الفرار إلى تونس. وسُلم إلى المركز الإقليمي للمباحث والتحقيق بولاية الطارف.
في 3 أبريل، بعد يوم من استقالة بوتفليقة، وُضع علي حداد بموجب أمر توقيف من محكمة بير مراد رايس، واحتُجز في سجن الحراش لحين محاكمته.
في 3 يونيو، طالبت النيابة العامة بحبسه 18 شهرًا نافذأ، وفي 17 يونيو، حكمت عليه محكمة الجزائر بستة أشهر حبس نافذ بهمة حيازة جواز سفر ثاني.
في 10 ديسمبر، حُكم عليه بالسجن سبع سنوات في قضية تمويل الحملة الرئاسية لبوتفليقة، وفي 25 مارس 2020، خُفض الحكم إلى أربع سنوات عند الاستئناف.
في 1 يوليو 2020، أصدرت محكمة سيدي أمحمد بالجزائر العاصمة حكمها على علي حداد بالسجن النافذ لمدة 18 سنة وغرامة مالية قيمتها 8 ملايين دينار جزائري (حوالي 62 ألف دولار أمريكي)، وتضمن الحكم أيضًا مصادرة كل ممتلكات المتهمين في هذه القضية، حيث جُمدت حسابات علي حداد البنكية وحُكم على اخوته الخمسة (ربوح ومحمد وعمر وسفيان ومزيان) بأربعة سنوات سجنا نافذا وبنفس الغرامة المالية قيمتها لكل واحد منهم.

## الحياة الخاصة
علي حداد أب لثلاثة أطفال.تربطه علاقات قوية مع سعيد بوتفليقة، شقيق رئيس الجمهورية، وعبد المالك سلال، رئيس الوزراء الجزائري السابق. ووزير الصناعة والمناجم السابق عبد السلام بوشوارب، ورئيس الاتحاد العام للعمال الجزائريين عبد المجيد سيدي السعيد.